# マーク・アペル
マーク・スチュワート・アペル（Mark Stewart Appel, 1991年7月15日 - ）は、アメリカ合衆国テキサス州ヒューストン出身のプロ野球選手（投手）。右投右打。現在は、フリーエージェント（FA）。

## 経歴

### プロ入り前
2009年のMLBドラフト15巡目（全体450位）でデトロイト・タイガースから指名されたが、契約には至らずスタンフォード大学へ進学した。
2012年のMLBドラフト1巡目（全体8位）でピッツバーグ・パイレーツから指名されたが、契約には至らなかった。
2013年は14試合に登板して10勝4敗、防御率2.12だった。6月12日にはベースボール・アメリカの「2013 College All-America Team」の2ndチームに選出された。同日にはNCBWAの「2013 All-America Team」に選出された。

### プロ入りとアストロズ傘下時代
2013年のMLBドラフト1巡目（全体1位）でヒューストン・アストロズから指名され、6月19日に635万ドルの契約金で契約した。
同年は、A-級トリシティ・バレーキャッツで2試合に登板した後、7月にA級クァッドシティ・リバーバンディッツへ昇格。8試合に先発登板して3勝1敗、防御率3.82、27奪三振の成績を残した。

### フィリーズ時代
2015年12月12日にジョナサン・アラウス、ケン・ジャイルズとのトレードでブレット・オーバーホルツァー、ハロルド・アラウス、ビンセント・ベラスケス、トーマス・エシェルマンと共にフィラデルフィア・フィリーズへ移籍した。
2016年は傘下のAAA級リーハイバレー・アイアンピッグスでプレーし、8試合に先発登板して3勝3敗、防御率4.46、WHIP1.57、34奪三振の成績を残した。11月18日にはルール・ファイブ・ドラフトでの流出を防ぐために40人枠入りした。
2017年はルーキー級ガルフ・コーストリーグ・フィリーズとAAA級リーハイバレーでプレーし、2球団合計で19試合（先発17試合）に登板して5勝4敗、防御率5.14、WHIP1.74、60奪三振の成績を残した。オフの11月20日にDFAとなり、27日に40人枠外となった。
2018年2月1日、26歳で現役引退を表明した。後にメジャーデビューを果たしたため現在は除外されているが、2021年終了までMLBドラフト全体1位指名でメジャー未昇格のまま引退した3人のうちの1人であったため、「MLB史上最大の失敗作」とも報道された。

### 現役復帰
2021年に3年ぶりに現役復帰を果たし、傘下AA級レディング・ファイティン・フィルズで開幕を迎えた。5月8日に先発登板し、2017年以来の実戦登板を果たした。6月にAAA級リーハイバレーに昇格。この年は2球団合計で23試合（うち先発15試合）に登板して、3勝6敗、防御率6.06という成績を挙げた。
2022年はAAA級リーハイバレーで開幕を迎え、6月25日に9年目にして初のメジャー昇格が発表された。6月29日のアトランタ・ブレーブス戦の9回表にメジャー初登板を果たし、1回を無失点に抑えた。シーズン6試合に登板して防御率1.74という好成績を挙げたが、9月12日に右肘の炎症により故障者リスト入りしてシーズン終了となった。オフの11月9日に40人枠から外れ、翌10日にFAとなった。
2023年1月24日にフィリーズとマイナー契約で再契約を結んだが、スプリングトレーニングの6試合で結果を残せず、開幕前の3月20日に自由契約となった。

## 詳細情報

### 年度別投手成績
| 年 度    | 球 団    | 登 板 | 先 発 | 完 投 | 完 封 | 無 四 球 | 勝 利 | 敗 戦 | セ 丨 ブ | ホ 丨 ル ド | 勝 率 | 打 者 | 投 球 回 | 被 安 打 | 被 本 塁 打 | 与 四 球 | 敬 遠 | 与 死 球 | 奪 三 振 | 暴 投 | ボ 丨 ク | 失 点 | 自 責 点 | 防 御 率 | W H I P |
| -------- | -------- | ----- | ----- | ----- | ----- | -------- | ----- | ----- | -------- | ----------- | ----- | ----- | -------- | -------- | ----------- | -------- | ----- | -------- | -------- | ----- | -------- | ----- | -------- | -------- | ------- |
| 2022     | PHI      | 6     | 0     | 0     | 0     | 0        | 0     | 0     | 0        | 0           | ----  | 40    | 10.1     | 9        | 0           | 3        | 0     | 0        | 5        | 0     | 0        | 2     | 2        | 1.74     | 1.16    |
| MLB：1年 | MLB：1年 | 6     | 0     | 0     | 0     | 0        | 0     | 0     | 0        | 0           | ----  | 40    | 10.1     | 9        | 0           | 3        | 0     | 0        | 5        | 0     | 0        | 2     | 2        | 1.74     | 1.16    |

- 2024年度シーズン終了時

### 年度別守備成績
| 年 度 | 球 団 | 投手（P） | 投手（P） | 投手（P） | 投手（P） | 投手（P） | 投手（P） |
| 年 度 | 球 団 | 試 合     | 刺 殺     | 補 殺     | 失 策     | 併 殺     | 守 備 率  |
| ----- | ----- | --------- | --------- | --------- | --------- | --------- | --------- |
| 2022  | PHI   | 6         | 0         | 0         | 0         | 0         | ----      |
| MLB   | MLB   | 6         | 0         | 0         | 0         | 0         | ----      |

- 2024年度シーズン終了時

### 記録
MiLB
- オールスター・フューチャーズゲーム選出：1回（2015年）

### 背番号
- 22（2022年）